# Забільний
Забі́льний (рос. Забельный) — селище у складі Нев'янського міського округу Свердловської області.
Населення — 163 особи (2010, 213 у 2002).
Національний склад станом на 2002 рік: росіяни — 67 %.